# Polányi Mihály
Polányi Mihály, Michael Polanyi, (szül. Pollacsek) (Budapest, 1891. március 11. – Northampton, 1976. február 22.) magyar–brit tudós, akinek a munkássága a fizikai-kémiától a közgazdaságtanon keresztül a filozófiáig terjedt.

## Életrajz
Budapesten, zsidó családban született, mint Pollacsek Mihály és Wohl Cecília gyermeke.  Édesapjuk mérnök és vállalkozó volt, akinek forgandó szerencséje a vasútspekulációban arra ösztönözte Mihályt, hogy ő inkább az orvostudomány segítségével teremtsen egzisztenciát. 1913-ban végzett, és nem sokkal ezután már az Osztrák–Magyar Monarchia hadseregében szolgált orvosként az első világháborúban. Megsebesült, kórházba került, és lábadozása idején írta doktori disszertációját fiziko-kémiából 1917-ben.
1920-ban Németországba emigrált, hogy kémikusként dolgozzék Berlinben a Kaiser Wilhelm Institutban. Itt házasodott meg a római katolikus szertartás szerint (Polányi maga is katolikus hitre tért). 1929-ben felesége, Magda fiút szült, Polányi Jánost, a későbbi Nobel-díjas kémikust. Németországban kötött életre szóló barátságot Wigner Jenővel. Miután 1933-ban Németországban hatalomra kerültek a nemzetiszocialisták, Polányi a Manchesteri Egyetem (University of Manchester) fiziko-kémia professzora lett. Hatalmas váltásként a későbbiekben, miután egyre többet publikált a társadalomtudományok és a filozófia területén, (1948 és 1958 között) az egyetem társadalomtudomány professzora lett.

## Családja
Testvére Polányi Károly híres közgazdász, unokatestvérei pedig Pór Ödön, Szabó Ervin és Seidler Ernő voltak.

## Fiziko-kémia
Polányi tudományos érdeklődése szélesen merített, felölelte a kémiai kinetikát, a röntgentudományt és a szilárd testek felületén fellépő gázadszorpciót. Elsősorban a folyadék kémiájával és általában fizikai, kémiai kutatásokkal foglalkozott. Később figyelme az adszorpciós termodinamika felé fordult. A szakirodalomban később róla nevezték el az adszorpciós potenciál kiszámítására használatos képletet. 1934-ben Polányi, körülbelül egy időben G. I. Taylorral és Orován Egonnal, felfedezte, hogy a rugalmas anyagok deformációja megmagyarázható a Vito Volterra által 1905-ben kifejlesztett diszlokációs elmélettel. Ez a meglátás létfontosságú volt a merev testek mechanikájának modernizálásában.

## Tudományfilozófia
Az 1930-as évek közepétől Polányi a pozitivista tudományelmélet ellen kezdett el érvelni, ami szerinte nem tudott mit kezdeni a „hallgatólagos” (angolul: tacit) tudás és a képzelet kreatív szerepével. Polányi, Friedrich Hayekhez hasonlóan, arra gyűjtött érveket, hogy miért is fontos szabad társadalomban élni.
Polányi kritizálta az abszolút objektivitás gondolatát és elismerte az örökölt gyakorlatok és eszmék szerepét, amelyeket Thomas Kuhn vizsgált az 1960-as években. Polányi legteljesebben a Gifford előadásokban fejezte ki filozófiai gondolatait, amelyeket 1951–1952-ben adott az Aberdeeni Egyetemen, és amelyek Personal Knowledge (Személyes tudás) című könyvének a megírásához vezettek.

## Közgazdaságtan
Polányi, mint Hayek is, hitt abban, hogy a szabad piac lehetőséget nyújt a belefoglalt tudás („tacit knowledge”) alkalmazására a társadalomnak. Ez segíti a társadalmat az önszervezésre és a különböző célok hajszolására. Közgazdasági gondolatait The Logic of Liberty (A szabadság logikája) című könyvében fejtette ki. Polányi Mihály spontán rend elméletének sajátosságai a levéltári anyagok tanulmányozásával válnak érthetővé. 

## Kitüntetések
Polányi a Royal Society és az oxfordi Merton College tagja volt.

## Bibliográfia (angolul)
- Polanyi, M. Science, Faith, and Society (1946). ISBN 0-226-67290-5
- Polanyi, M. The Logic of Liberty (1951). ISBN 0-226-67296-4
- Polanyi, M. Personal Knowledge: Towards a Post-Critical Philosophy (1964). ISBN 0-226-67288-3
- Polanyi, M. The Tacit Dimension (1967)
- Polanyi, M., Prosch, H. Meaning (1975). ISBN 0-226-67294-8

## Magyarul megjelent művei
- A békeszerzőkhöz. Nézetek az európai háború és béke feltételeiről; Benkő, Budapest, 1917
- Gázok, gőzök adsorbtiója szilárd, nem illandó adsorbensen; szerzői, Budapest, 1917
- Polányi Mihály filozófiai írásai I-II. (vál. Nagy Endre, Újlaki Gabriella, ford. Beck András et al), Atlantisz Könyvkiadó, Budapest, 1992 (Kísértések) ISBN 9637978100 (összes)
- Személyes tudás. Úton egy posztkritikai filozófiához I-II. (ford. Papp Mária),  Atlantisz Könyvkiadó, Budapest, 1994 (Mesteriskola) ISBN 9637978607 (összes)
- Tudomány és ember. Három tanulmány; ford. Beck András, Bánki Dezső; Argumentum–Polányi Mihály Szabadelvű Filozófiai Társaság, Budapest, 1997 ISBN 963-446-049-6
- Polányi Mihály; vál., sajtó alá rend., bev., jegyz. Molnár Attila Károly; Új Mandátum, Budapest, 2002 (Magyar panteon)